# COWA!
『COWA!』（こわ!）は、鳥山明による日本の漫画。『週刊少年ジャンプ』（集英社）において、1997年48号から1998年15号まで連載された。

## 概要
鳥山明の連載漫画『ドラゴンボール』終了後、『週刊少年ジャンプ』の発行部数が急激に減少し、責任を取る形で編集長の堀江信彦が更迭。後任に鳥山の初代担当だった鳥嶋和彦が就任する。鳥嶋は『ジャンプ』立て直しのため、『ドラゴンボール』を終了後、事実上漫画家を引退した鳥山に連載を依頼。鳥山は漫画を描くつもりはなかったが、大恩ある鳥嶋からの強い要請を断り切れず、半年間の短期集中連載（単行本一冊分）で、さらに3週執筆して1週休載という変則スタイルを条件に依頼を承諾。こうした経緯で連載された。
本作はお化けのパイフーやホセ、人間のマルヤマなどによるコメディ漫画。作者自身はこの作品について、『ドラゴンボール』よりは『Dr.スランプ』に近い感じの作品であると語っている。
また、この作品から作者は漫画制作にパソコンを本格的に導入し始めており、これ以降の作品は、作者自身好きな作業といいながらも、『ドラゴンボール』では時間の関係上最低限しか使われなかったスクリーントーンが多用されることになる。
2014年4月に本作のコミックスが重版された際の新規帯で、鳥山は「すべての作品の中でいちばん大スキなマンガであります」とコメントしている。

## あらすじ
人とオバケが共に暮らすこうもり岬に住むオバケの小学生パイフーは、日々、岬のオバケや人間達と平和に暮らしてきた。そこへ突然大流行した、オバケのみが罹るお化け風邪。罹れば1か月で死に至るこの病気を治すには、西に住む魔女のみが作ることのできる薬が必要だが、動ける大人のオバケは全て病気に罹ってしまい、人が行くにはモンスターの出る危険な道のりと、どうしようもない状況。この危機にパイフーは、友達のホセ、アーポン、人間の丸山と共に、魔女の薬を買いに旅に出る。

## 登場人物

### こうもり岬の住民たち
パイフー
主人公。コアラ男の父と、美人な吸血鬼の母を持つハーフの子供のオバケ。苗字は無い。こうもり岬小学校オバケの部（夜の部）に通う小学生。母子家庭で、父親は人間の町でコアラ男に変身して暴れてしまい鉄砲で撃たれて他界している。
普段は吸血鬼だが、3秒以上十字架を見せられるとコアラ男に変身し怪力で大暴れし始め、丸いものを見なくては元に戻らない。かなりヤンチャな性格で、イタズラは日常茶飯事。一方、正義感も持ち合わせており、村の危機を救うため依頼料100万円という嘘を付きマコリンに旅の用心棒を依頼し、ホセやアーポンと旅に出る。
本来は空を飛ぶ能力があるが、練習をしないので飛ぶことができない。薬を貰いミミズク山の崖を降りている途中で誤って転落したマコリンを救うため、一度だけ飛ぶことができ無事マコリンを救ったが、その後ホセに飛んで見せようとしたが飛ぶことはできなかった。物語の終わりにはギコチないがなんとか飛べるようになっていた。口笛は下手くそ。
ホセ
パイフーの親友。幽霊型の子供オバケで、同じくこうもり岬小学校のオバケの部（夜の部）に通う小学生。フルネームはホセ・ロドリゲス。
毎回無茶なことをするパイフーの押さえ役でいつもパイフーに振り回され、厄介事に巻き込まれる。臆病な所があり、緊張するとオナラが出てしまう。しかしプレッシャーから解き放たれると途端に態度が大きくなる。両親は健在で、パコという弟がいる。変幻自在に姿を変えたり、消えたりできる。普段は人型に近い形状をしているが、空を飛ぶ時などには足を消している。口笛は得意。
アーポン
パイフーやホセの友達の子供オバケ。パイフーと同じく苗字は無い。パイフーのことを何かとライバル視し、彼を倒すため10日間カンフーの特訓をして学校を休んでいたと言うが、本当は10日前に出された宿題が嫌で学校をズル休みしていた。悪知恵に関してだけは機転が利き、ある意味パイフーに一目置かれている。腕を自在に伸ばすことができ、鉄砲で撃たれて手のひらに穴が開いてもすぐに元通りになる。目標はパイフーを倒し、こうもり岬小学校オバケの部（夜の部）ナンバーワンのケンカ王になること。
丸山真虎（まるやま まこ）
通称マコリン。人間の男。名前にコンプレックスを持っていて、マコと読むが真の虎と書き男らしい名前なんだと主張する。パイフーたちに何の偏見も無く名前を受け入れられ安堵するが、パイフーに呼びやすいからと「マコリン」と名付けられ、「リン」をつけるなと怒る。その後も「マコリン」というニックネームは定着してしまい、本人もいつのまにか受け入れていく。活火山（かつかざん）という四股名を持っていた元関取で、腕っ節が半端でなく強い。中国拳法の経験もあり、やや肥満体型だがとんでもなく素早い動きができる身体能力の持ち主。
人殺しの噂があり、多くのオバケが住むこうもり岬の中でオバケを差し置いて一番怖がられている。その噂は事実で、現役時代に自分の強さに慢心して調子に乗り、取り組みでイヤミな横綱をキックで土俵の外まで吹っ飛ばし、打ち所が悪く死なせてしまった。なんとか罪にはならなかったが、それ以来自分が嫌になり人前にいられなくなってしまい、こうもり岬のキツネ海岸に住み着き、イカダで漁をしながらひっそりと生活をしていた。パイフーに一緒に薬を持って帰ったら100万円をもらう（漁船を買うつもりだった）という条件で共に旅に出かける。約束がパイフーの嘘だったと分かっても、ミミズク山から落ちた時に助けてもらったこともあり、ガッカリはしたが怒っていないとパイフーを許す。その後、パイフーの呼びかけで、村に流れ着いていたボロボロの幽霊船を村の皆で協力して修復した船をプレゼントされて感動する。その船は「マコリン丸」と名付けられ、幽霊船なので幽霊もついていたが、マコリンは気にせずその幽霊を助手として一緒に漁をしている。
ママ
パイフーの母。吸血鬼の女性で、性格は穏やかかつ冷静。パイフーが言いつけを守らなかった際には、罰として顔だけ残して土の中に埋めて太陽の下に晒した。
エミール
イエティ型の子供のお化けで、パイフーたちのクラスメイト。エミールも父親も人語を話せない。
ポー
豚型の妖怪の子供で、本人いわくパイフーたちオバケとは違って夜行性ではない。そのため放課後にパイフーたちに遊びに誘われても「眠いから」という理由で断っている。
クー
ポーの兄妹。以前パイフーに「うまそう」と言われてからずっと彼を警戒している。
ミーマ
ミイラ男。スイカ畑を持っていて、第1話でパイフーにスイカを盗まれた。
オバケの医者
年老いたオバケで物忘れが相当激しく、昔に流行ったオバケ風邪の時には薬を宅配便で注文したが、そのことを忘れてしまっていたのでパイフーたちは危険な旅をしなくてはならなくなった。パイフーの父が死んだことを忘れている回想場面もある。
看護師
オバケの医者の助手。こうもり岬から1200キロ離れた西のミミズク山に薬を取りに行くと志願するが、ミミズク山のふもとの深い森にはモンスターが出るからと、オバケの医者に止められる。
ナターシャ
パイフーたちの同級生のオレンジ色の人魂。パイフーとホセが初めてマコリンと出会った時、海上で光るイカダの明かりをナターシャと見間違えた。なお、この時本物は風邪をひいていた。
ヤマダ
こうもり岬小学校人間の部（昼の部）に通う小学生。父親が怪我で入院して母親と二人暮らしのため、家計を助けるために新聞配達のアルバイトをしている。オバケと人間では価値観が違うため、パイフーには動機が不純だと言われる。
エリザベス
こうもり岬小学校人間の部（昼の部）に通うおさげ髪の女の子。ヤマダより大きい。

### ミミズク山への道中で出会った人間
悪人のチンピラ兄弟
パイフーたちの旅の途中、ガソリンスタンドでマコリンがトイレに行っている間にアーポンがマコリンの車を壊してしまって困っていた時に、パイフーたちの前に現れ荷物を奪おうとしたチンピラの2人。相手が悪人と知り遠慮なくチンピラたちの車を頂くことに決めたパイフーたちに、あっという間にぶっ飛ばされる。
チンピラ2人のパパ
息子たちがパイフーたちにぶっ飛ばされ、パイフーたちをおしおきしようとする。マコリンより大柄な体型で、アーポンのパンチも通用しなかった。前後に構えたパイフーたちから交互にカンチョーされて激怒し、ピストルを持ち出しアーポンの手のひらを打ち抜くが、マコリンに張り手一撃でぶっ飛ばされる。これにより人間は弱いと思っていたパイフーたちはマコリンの強さを認識する。マコリンはチンピラどもに自分の車を壊されたと思い込み、代わりに彼らの車をもらっていく。
ミミズク山のふもとの森のそばに住む一家
土地から温泉が出るため、タダ同然で地上げに遭っている老夫婦とその息子。牧場を営んでいる模様。おじいさんは町でひったくりに遭った時パイフーに助けられたため、オバケ風邪にかかったアーポンを預かることを快く了承した。息子は武術の達人で、何度も来る地上げ屋を撃退していた。地上げ屋から救ってくれたマコリンたちにミミズク山のふもとの森に現れるモンスターが口笛に弱いというヒントを伝える。帰りアーポンを引き取りに寄った一行に、家で作った食べ物（牛乳とチーズと干し肉）を贈った。
わたあめ屋
わたあめの露店を営む、少々ガラの悪そうな男。わたあめを知らないパイフーたちが珍しがって買いに来た時、オバケだからという理由で売るのを拒む。活火山（マコリン）のファンで、やり取りを見ていた彼に声をかけられ引退を惜しむが、「こいつらに売ってやれ」と凄まれわたあめをタダであげた。
地上げ屋の社長
おじいさんの家をタダ同然で地上げしようとする悪人。武術の達人の息子に撃退されていたが、凄腕の用心棒2人を連れて来た。マコリンとコアラ男になったパイフーたちにぶっ飛ばされて、二度と来ないと誓い退散していく。
地上げ屋の用心棒A
テンガロンハットをかぶり丸メガネをかけた男。武術の達人である息子の攻撃を苦も無くあしらい、ムチを使って痛めつける。しかしマコリンには全く敵わず、キック一撃で倒される。パイフーを後ろから羽交い絞めしナイフで人質に取るが、コアラ男に変身したパイフーにぶっ飛ばされる。
地上げ屋の用心棒B
マコリンと同じぐらいの大柄な男。マコリンが活火山であることに気づく。大言を吐き挑むが、全く敵わずぶっ飛ばされてしまう。

### ミミズク山の関係者
魔女
お化け風邪を治す薬を作ることができる唯一の存在。ミミズク山の山頂に住んでいる。大柄なマコリンが子供に見えるほどの巨体で、体重は1.5tもある。自分を持ち上げたら薬代をタダにすると言うが、マコリンも持ち上げることはできなかった。しかしマコリンの機転によりコアラ男に変身したパイフーに軽々と持ち上げられたので、約束通り薬代をタダにした。現役時代の活火山（マコリン）のファンだった。
レオナルド
魔女の付き人。かなりの格闘好きで屈強な体をしている。魔女の家に侵入する者を排除する役目もかねており、パイフーとマコリンに、自分と勝負して勝てなければ魔女の家の中には通さないと宣言するが、マコリンが活火山と知ると素早く力勝負を避け、なぞなぞ勝負に変更する。力勝負の方がいいと言うマコリンに「わたしはきまぐれ屋さんなのだ!」と言うが、本音は「活火山なんかと闘えるか」と思っていた。
バロアバ
ミミズク山のふもとの森に出現する大柄なモンスター。森に侵入する人間を、問答無用で2本の剣で攻撃する。体はぷよぷよでゴムのようであり、あらゆる物理的攻撃を跳ね返す。マコリンの強力な打撃やタックルだけでなく、ピストルの弾すら全く通用しない。口笛が弱点で、吹かれると体が縮まりぷよぷよでなくなり、物理的攻撃が通用するようになる。マコリンを追い詰めるが、口笛を急遽練習したパイフーによって弱点をさらしマコリンに倒される。実は他では絶滅した動物などがモンスターの森では生きていて、人間たちから守っていた。真実を知ったマコリンが殺さなかったため、そのお礼としてオバケ風邪にかかったホセを預かり、マコリンとパイフーの2人を口に入れて、登ると3日はかかるミミズク山の山頂まで一瞬で吹き飛ばして送り届ける。また、今後は侵入した人間を殺さない（半殺しに留める）と約束する。

## 用語
オバケ風邪
オバケのみがかかってしまう病気。これにかかると100%の確率でおよそ1か月で死に至る。昔オバケ風邪がこうもり岬で大流行したときには岬のオバケの大半が死亡してしまった。唯一の治療法は、西のミミズク山に住む魔女が作る薬だけ。一人一粒ずつ飲めばあっという間に治る。一粒3千円と、とても高価な薬である。
天使ごっこ
オバケたちの遊び。ジャンケンで負けた方が天使になり、「キミは愛にうえているんだねー!ボクがだきしめてあげるよー!」などと甘い言葉を投げかけ逃げる相手を追いかける鬼ごっこのような遊び。逃げる方は追いつかれタッチされると天使を交代する。ホセがあまりにもリアルな天使で追いかけてきたので、パイフーは本気で怖がってしまった。オバケの世界では天使は恐ろしいものとされているらしく、肝試しも教会や天使の家に訪れて行われる。

## サブタイトル一覧
本作では第1話、第2話…ではなく、恐怖その1、恐怖その2…と表記される。
1. パイフーのおつかい
2. オバケのきもだめし
3. パイフーとアーポン
4. オバケ風邪
5. みみずく山に出発
6. やっぱりこわい丸山真虎
7. 旅は順調
8. 活火山うごく
9. 恐怖の森のモンスター
10. 世界最強の男マコリン苦戦
11. 魔女の家到着
12. 特効薬いただき!
13. がんばれパイフー
14. 〈最終話〉マコリンの船

## 書誌情報
- 鳥山明 『COWA!』 集英社〈ジャンプ・コミックス〉1998年5月1日発売[集 1]、ISBN 4-08-872557-3